# ایی نائوهیده

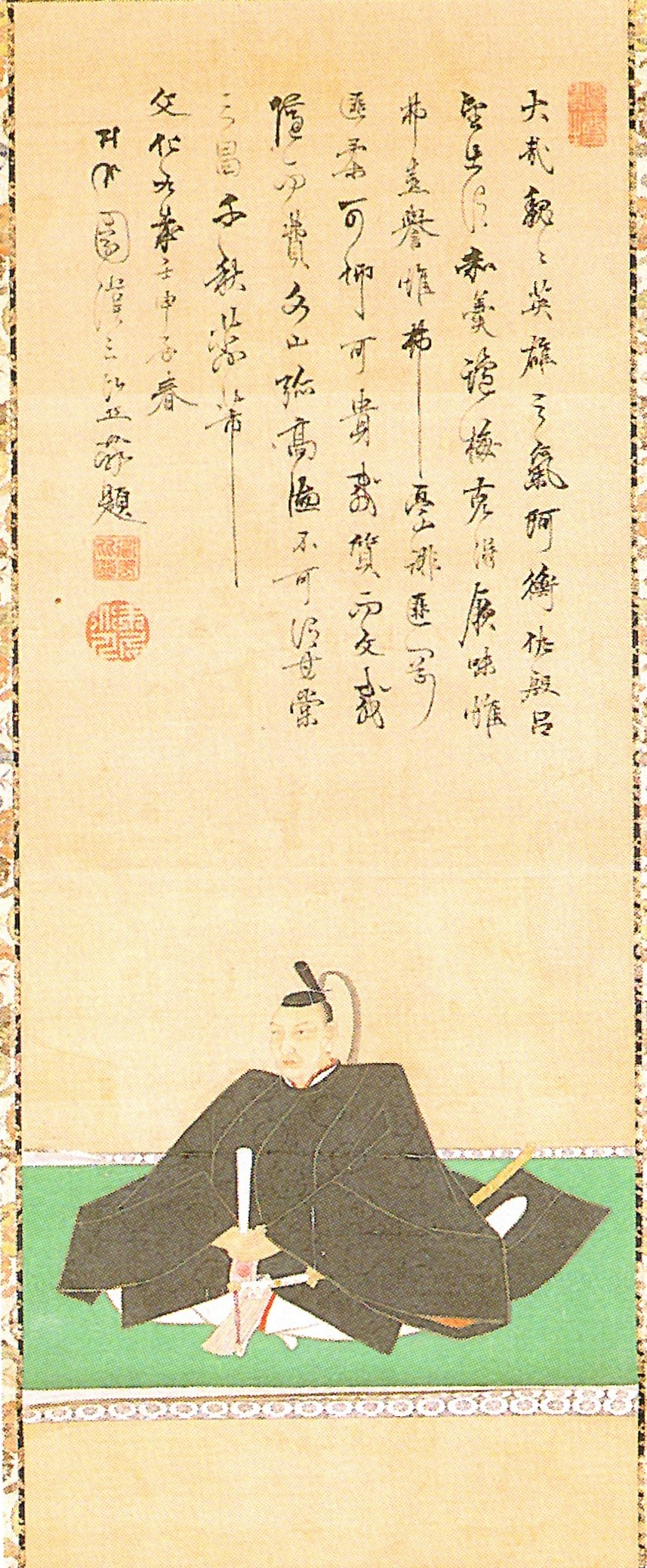

ایی نائوهیده (به ژاپنی: 井伊 直幸 いい なおひで)، تولد ۱۷۲۹ (میلادی)- مرگ ۱۷۸۹ (میلادی)، او یک دایمیوهای فودای (ارباب فئودال) از اواسط تا اواخر دوره ادو بود. او به عنوان تایرو (مشاور بزرگ) شوگون‌سالاری ادو خدمت می‌کرد. سیزدهمین ارباب قلمرو هیکونه در ولایت اومی بود. نام کوچک او در ابتدا نائوهیده و بعدها نائویوکی بود. او پدربزرگ ایی نائوآکی و ایی نائوسوکه بود.